# Unión de Actores y Actrices
La Unión de Actores y Actrices és el sindicat professional i independent creat per a la defensa i reivindicació dels interessos de la professió en l'ordre cultural, social i laboral a Espanya. Segons aquest, "neix amb esperit unitari, representatiu, assembleari i democràtic, per la qual cosa garanteix la veritable unió de tots els actors i la força necessària per a aconseguir una acció justa i eficaç. Agrupa la majoria del conjunt d'actors de cinema, teatre i televisió a Espanya". En l'actualitat compta amb aproximadament 2.630 afiliats.

## Història
Des dels anys del franquisme, els actors han lluitat sempre pels seus drets: disminució dels dies i hores treballades, reclamació de llibertat a autors empresonats per motius polítics i no criminals o selecció dels propis representants eren algunes de les reivindicacions que tenien. Com a col·lectiu organitzat va existir el precedent de la UPA
Al febrer de 1986 un fet determina la decisió de fundar la Unión de Actores i Actrices; el gabinet de ministres del govern del PSOE presidit per Felipe González pretén aprovar un decret que declara que l'actor ho és per compte propi. El conjunt d'intèrprets del país es mobilitza en contra d'aquest projecte i el mes de juny signen l'acta notarial per a la creació del sindicat.
A l'any següent (1987) es redacta l'Acta Federal d'Actors d'Espanya amb l'acord de la Associació d´actors i directors profesionals de Catalunya. D'aquesta manera la Unió d'Actors i Actrius pot negociar els primers convenis sobre el mercat audiovisual.
En 1999, el sindicat reivindica l'equipament de base dels artistes amb la de la resta de treballadors registrats en la seguretat social.
En 2000, es manifesta en desacord amb la política dels drets d'imatge en una època en la qual es reposen constantment treballs d'intèrprets afiliats al sindicat i que veuen com els canals de satèl·lit aprofiten la seva labor sense rebre res a canvi.
En 2003, es produeix el seu pronunciament més conegut. quan es mobilitza contra la guerra de l'Iraq. Aquest mateix any també es mobilitza contra mesures com el "Decretazo", enviant en aquests casos a alguns representants a les pertinents manifestacions (en aquest últim cas van acudir en nom de la Unión de Actores y Actrices Luis Merlo i Pilar Bardem).
A la fi de 2005 la Unión de Actores y Actrices defensa l'elenc teatral de l'obra "Maribel y la extraña familia" (encapçalat per Andoni Ferreño) que en aquests moments es troba sense cobrar el seu sou.
Al començament de 2006 la Unión d'Actores y Actrices convoca una manifestació contra la vigent llei d'educació en considerar que la mateixa margina la cultura i l'art en benefici de les "assignatures més pragmàtiques".

## Premis de la Unión de Actores y Actrices
Un altre dels objectius de la Unión de Actores y Actrices és promocionar aquells treballs que en la seva opinió mereixen ser destacats, ja fossin realitzats per al cinema, la televisió o el teatre. Per a això, es creen els Premis de la Unión de Actores y Actrices, que reconeixen els millors treballs interpretatius en cadascun d'aquests tres àmbits.
En els seus inicis el nombre de candidatures és limitat, encara que amb el pas dels anys, el nombre de categories ha augmentat. Per exemple, els premis als intèrprets de televisió i cinema s'han diversificat en categories masculines i femenines. En comptar entre els seus membres a diversos acadèmics que voten en els Premis Goya, diversos dels intèrprets recompensats es reprodueixen. Fins i tot la seva gala més coneguda, la celebrada en 2003, serveix com a plataforma per a protestar per la participació d'Espanya en la Guerra de l'Iraq, igual que ocorre en la cerimònia dels Premis Goya dirigida setmanes abans per Andrés Lima.

### Història dels premis

#### 1991-2001
Originalment, es creen uns premis que reconeixen els treballs dels intèrprets protagonistes i secundaris, sense distingir entre actors y Actrices. Fins a 1996, les categories premiades eren les següents:
- Premi a Tota una vida
- Millor interpretació protagonista de cinema
- Millor interpretació secundària de cinema
- Millor interpretació protagonista de televisió
- Millor interpretació secundària de televisió
- Millor interpretació protagonista de teatre
- Millor interpretació secundària de teatre
- Millor interpretació revelació
- Premi Especial de la Unión de Actores y Actrices

En 1996, a les categories anteriors se'ls uneixen les següents:
- Millor interpretació de repartiment de cinema
- Millor interpretació de repartiment de televisió
- Millor interpretació de repartiment de teatre

#### 2002-Actualitat
L'any 2002, la junta del sindicat d'actors decideix separar els premis, premiant les categories tant masculines com femenines. Des de llavors, les categories queden com segueixen:
- Millor actriu protagonista de cinema
- Millor actriu secundària de cinema
- Millor actriu de repartiment de cinema
- Millor actor protagonista de cinema
- Millor actor secundari de cinema
- Millor actor de repartiment de cinema
- Millor actriu protagonista de teatre
- Millor actriu secundària de teatre
- Millor actriu de repartiment de teatre
- Millor actor protagonista de teatre
- Millor actor secundari de teatre
- Millor actor de repartiment de teatre
- Millor actriu protagonista de televisió
- Millor actriu secundària de televisió
- Millor actriu de repartiment de televisió
- Millor actor protagonista de televisió
- Millor actor secundari de televisió
- Millor actor de repartiment de televisió
- Millor actriu revelació
- Millor actor revelació
- Premi a Tota una vida
- Premi Especial de la Unión de Actores y Actrices

## Edicions
| Edició | Any       | Lliurament |
| ------ | --------- | ---------- |
| I      | 1991      | 1992       |
| II     | 1992      | 1993       |
| III    | 1993      | 1994       |
| IV     | 1994      | 1995       |
| V      | 1995      | 1996       |
| VI     | 1996      | 1997       |
| VII    | 1997      | 1998       |
| VIII   | 1998      | 1999       |
| IX     | 1999      | 2000       |
| X      | 2000      | 2001       |
| XI     | 2001      | 2002       |
| XII    | 2002      | 2003       |
| XIII   | 2003      | 2004       |
| XIV    | 2004      | 2005       |
| XV     | 2005      | 2006       |
| XVI    | 2006      | 2007       |
| XVII   | 2007      | 2008       |
| XVIII  | 2008      | 2009       |
| XIX    | 2009      | 2010       |
| XX     | 2010      | 2011       |
| XXI    | 2011      | 2012       |
| XXII   | 2012      | 2013       |
| XXIII  | 2013      | 2014       |
| XXIV   | 2014      | 2015       |
| XXV    | 2015      | 2016       |
| XXVI   | 2016      | 2017       |
| XXVII  | 2017      | 2018       |
| XXVIII | 2018      | 2019       |
| XXIX   | 2019      | 2020       |
| XXX    | 2020-2021 | 2022       |